# Кулаков, Антип Александрович
Антип Александрович Кулаков (1854—1930) — русский революционер, народоволец.

## Биография
Родился в 1854 году в городе Таганрогe, в мещанской семье. Окончил начальное училище. Торговал кожевенным товаром, владел лавкой. В 1873—1875 году познакомился с участниками «хождения в народ», читал социалистическую литературу, но личного участия в революционном движении не принимал. В 1875—1878 годах служил в армии, в 1878 году вернулся в Таганрог. В 1879—1881 годах поддерживал связь с народовольцами и чернопередельцами, вёл пропаганду среди крестьян и мелких торговцев. В 1882 году вступил в партию «Народной воли», был членом местной центральной группы и фактическим лидером таганрогской организации.
В августе 1884 года был впервые вызван на допрос в полицию. Осенью 1884 года, после ареста членов Распорядительной комиссии, избранной парижским съездом «Народной воли», Г. А. Лопатина, Н. М. Саловой и В. И. Сухомлина, и последовавших затем массовых арестов народовольцев, «Народная воля» распалась на отдельные организации. Таганрогская группа оказалась в полной изоляции.
Б. Д. Оржих предложил таганрогским народовольцам свой план объединения народовольческих организаций юга России. Одним из пунктов этого плана была организация подпольных типографий в Таганроге и Новочеркасске. Вопрос о таганрогской типографии обсуждали А. А. Кулаков, А. С. Сигида, Н. К. Малаксиано, М. П. Рыбас, В. Г. Богораз. Было решено, что хозяевами типографии станут А. С. Сигида и Н. К. Малаксиано. В июле 1885 года А. С. Сигида привёз из Ростова-на-Дону шрифт и другие типографские принадлежности, оставшиеся от ростовской народовольческой типографии, в которой печатался № 10 «Народной воли». В августе 1885 года А. С. Сигида и Н. К. Малаксиано вступили в фиктивный брак и сняли квартиру по адресу: переулок Полтавский, 62 (ныне переулок Антона Глушко, 66). Вместе с ними в типографии работали У. Н. Фёдорова и Е. М. Тринидадская. Фёдорова жила в квартире типографии под видом кухарки, Тринидадская — под видом квартирантки. Во второй половине августа 1885 года типография была готова к работе. Кулаков поддерживал связь с ней и финансировал её. Он же принёс в типографию динамитные снаряды, изготовленные Л. Ф. Ясевичем и предназначенные для покушения на министра внутренних дел Д. А. Толстого. Покушение было отменено, так как Оржих узнал о психическом заболевании министра. Впоследствии обнаружение снарядов в доме А. С. Сигиды послужило причиной рассмотрения дела о таганрогской народовольческой типографии военным судом.
В сентябре 1885 году в Екатеринославе состоялся съезд представителей народовольческих организаций юга России. Кулаков был приглашён на съезд, но прибыть не смог. На Екатеринославском съезде обсуждалась передовая статья Л. Я. Штернберга для № 11 — 12 «Народной воли» и план брошюры В. Г. Богораза «Борьба общественных сил в России». Съезд принял решение о продолжении борьбы против правительства, за политическую свободу, в том числе и методом индивидуального террора. Участники съезда считали целесообразным только систематический террор и признавали, что в данный момент он невозможен вследствие недостатка сил. Было принято решение об издании № 11 — 12 «Народной воли» и брошюры В. Г. Богораза «Борьба общественных сил в России». Съезд избрал Центральную группу. В неё вошли А. А. Кулаков, В. П. Бражников, Ю. Д. Тиличеев, Л. Ф. Ясевич, Б. Д. Оржих, В. Г. Богораз, Л. Я. Штернберг, А. Н. Шехтер, А. Л. Гаусман.
После екатеринославского съезда таганрогская типография приступила к работе. В ней печатался сборник стихов «Отголоски революции». Место издания последнего номера «Народной воли» неизвестно. Кулаков и Богораз писали, что он печатался в Таганроге, Оржих и З. В. Коган утверждали, что в Новочеркасске. На следствии У. Н. Фёдорова и Н. К. Сигида признали, что № 11 — 12 «Народной воли» печатался в таганрогской типографии, А. С. Сигида отрицал это. На это противоречие обратил внимание Д. Кузьмин (Е. И. Колосов). 16 сентября 1885 г. в Ростове был арестован А. П. Остроумов. На допросе он сообщил, что передал шрифт А. С. Сигиде. В ночь с 22 на 23 января 1886 года таганрогская типография была раскрыта, А. С. Сигида, Н. К. Сигида (Малаксиано) и Е. М. Тринидадская арестованы. У. Н. Фёдорова скрылась, но через несколько дней была арестована на вокзале. Кулаков сообщил Оржиху об аресте типографии. Весной 1886 года у него было произведено два обыска, но не было найдено ничего компрометирующего. 30 апреля 1886 года он был арестован, но через два месяца освобождён за отсутствием улик. Полиция следила за ним, но безрезультатно.
В 1887 году служил волостным писарем, но был уволен. Осенью 1887 года уехал в Азов, служил бухгалтером в торговом доме. В 1891 году Кулаков был освобождён от особого надзора и в январе 1892 года уехал в Москву, работал бухгалтером. Летом 1892 года познакомился с М. С. Александровым (Ольминским) и через него установил связь с Петербургской Группой народовольцев. Распространял прокламации. В декабре 1892 года был арестован в Москве по доносу К. Острянина, в декабре 1893-го освобождён и уехал в Ейск. В 1920-х годах жил в Москве, писал мемуары. Упоминается в мемуарах В. Г. Богораза, Б. Д. Оржиха, А. Н. Шехтер. В «Колымских рассказах» В. Г. Богораза выведен под именем Игната Слёзкина. Умер в 1930 году в Москве, похоронен на Новодевичьем кладбище.